# الكلبية (عشيرة)
الكلبيَّة، هي عشيرة سوريَّة تُعد أحد العشائر العلويَّة الرئيسيَّة الأربعة في منطقة اللَّاذقيَّة، تتواجد بشكل أساسي حول قرية القرداحة وجبلة والحفة في ريف اللاَّذقيَّة. تُعد عائلة آل الأسد، ومنهم الرئيس السوري المخلوع بشار الأسد (حكم 2000 - 2024)، من أبرز المنتمين للعشيرة الكلبيَّة.

## الأصل
بسبب قلة المعلومات حول أصل عشيرة الكلبيَّة، ظهرت أولى الأقوال من خلال النسَّابة والباحث السُّوري محمود فردوس العظم في مقابلة أجراها التلفزيون السوري معه في شتاء سنة 1989م، أن العشيرة الكلبيَّة التي ينتمي إليها حافظ الأسد، تنتسب إلى بني كلب بن وبرة القضاعية القحطانيَّة. في حين يؤكد محمد حسن كيوان نقلًا عن مقربين من حافظ الأسد، سروره بهذه الخدمة التاريخية التي قدمها له العظم، بهدف التأكيد على عروبته ونسبه العربي، فضلًا عن ارتباط أجداده المفترضين مع بني أميَّة، رافضًا تصريحات العظم واعتبرها دعاية سياسية وليست من باب التوثيق التاريخي.
وبحسب بعض الإدعاءات والأبحاث الاستقصائيَّة، فإن آل الأسد ليسوا من العشيرة الكلبيَّة، لأن سليمان جد العائلة لم يُعرف له لقب حين جاء إلى القرداحة وسكنها، غير أنه وبسبب قُوة جسده، فإنه لُقِّب بالوحش، وأضاف البحث أنه بسبب الانتداب الفرنسي على سوريا، قام مجلس الطَّائفة العلويَّة بتعميم لقب الأسد على العائلة.
ذكر المؤرخٌ الكُردي الأكاديمي البارز عز الدين رسول، رواية مُغايرة عن أصول آل الأسد، إذ أنسبهم إلى أصولٍ كُرديَّة من أكراد اليارسان الكاكائيَّة. والكاكائيَّة أحد فروع الديانة اليزدانيَّة القديمة، وكانت مُعتنقة بشكلٍ كبير من الأكراد قبل انتشار الإسلام في المناطق ذات الغالبيَّة الكرديَّة في الشَّرق الأوسط.

## شخصيات بارزة
ينتمي آل الأسد ومنهم الرئيس السوري حافظ الأسد وابنه بشار الأسد إلى عشيرة الكلبيَّة، بالإضافة إلى عدد كبير من الشخصيَّات العسكريَّة بسبب الهيمنة العلويَّة داخل القوات المسلحة السورية حتى حلِّه في 9 ديسمبر 2024م، أبرزها:
- اللواء كفاح محمد ملحم، رئيس شعبة المخابرات العسكريَّة من فخذ الرسالنة
- اللواء غسان جودت إسماعيل، مدير إدارة المخابرات الجويَّة من فخذ الرسالنة
- اللواء مالك سليم عليا، قائد الحرس الجمهوري
- اللواء ماهر الأسد، قائد الفرقة الرابعة
- اللواء جهاد محمد سلطان، قائد الفرقة السادسة
- اللواء محمد عبد العزيز ديب، قائد الفرقة الثامنة
- اللواء سليم عبدو محمد، قائد الفرقة العاشرة
- العميد كمال إسماعيل صارم، رئيس أركان الفرقة 14، من فخذ الصوارمة
- اللواء توفيق محمد خضور، قائد الفرقة 22، من فخذ القراحلة
- اللواء بركات علي بركات، قائد الفرقة 30 حرس جمهوري
- اللواء أكرم تجور، مدير إدارة المدفعيَّة والصواريخ
- اللواء رياض عباس، الشرطة العسكريَّة، من فخذ الياشوطيَّة

## النفوذ العسكري في سوريا
بحسب الصحفي السُّوري أحمد موفق زيدان، أنه في فترة ما قبل انقلاب 1970، يُعد الضابط حافظ الأسد ممثلًا عن العشائر الكلبيَّة، في حين برز الضابط صلاح جديد ممثلًا عن عشائر الخيَّاطين، وعلى الرُّغم من أنه أطاح بصلاح جديد، إلا أن الأسد أدرك أهمية عشيرة الخياطين سابقًا، فقد تزوج أنيسة مخلوف التي تنتمي للخياطين. وبحسب الناقد الأدبي السُّوري صبحي حديدي، فإن الحرس الجمهوري الذي تأسس في سنة 1976م، لحماية المقرات والمواكب الرئاسيَّة، فإن غالبية أعضائه من الطائفة العلويين، وتحديدًا من عشيرة الكلبيَّة التي تنتمي إليها عائلة الأسد، العائلة الحاكمة السَّابقة في سوريا. ويؤكد كريستوف أياد من جريدة لو موند الفرنسيَّة في مقالٍ مُترجم، أن الأجهزة الإستخباراتيَّة تمتلئ بالعلويين من عشيرة الكلبيَّة.

## التواجد
يعتبر الدكتور محمد حسن كيوان في مقالٍ له أن عشيرة الكلبيَّة من أكبر عشائر العلويين عددًا. في حين، يعتقد الصحفي الإيراني المُعارض في المنفى أمير طاهري، أن العشيرة الكلبيَّة ليست إلا أقليَّة في حد ذاتها وسط الطائفة العلوية الكبيرة، والتي تضم تحت مظلتها عشائر أخرى مثل الكلازيَّة والحيدريَّة والمرشديَّة.